# Банилівський парк
Бани́лівський парк — парк-пам'ятка садово-паркового мистецтва місцевого значення в Україні. Розташований у межах Сторожинецького району Чернівецької області, в селі Банилів-Підгірний. 
Площа 2,5 га. Статус присвоєно згідно з рішенням облвиконкому від 30.05.1979 року № 198, рішенням 7-ї сесії обласної ради V скликання від 16.10.2006 року № 105-7/06. Перебуває у віданні: Банилово-Підгірнівська дільнича лікарня. 
Статус присвоєно для збереження парку, заснованого в кінці ХІХ ст. при панській садибі родини Гроссу. Тут зростає: ялина колюча, сосна Веймутова, оригінальна біогрупа туї західної, горіх волоський, садовий жасмин непахучий, робінія звичайна, сніжноягідник прирічковий тощо. 